# Tilcara
Tilcara es una ciudad del departamento homónimo de la provincia de Jujuy en Argentina, en el centro de la quebrada de Humahuaca. Otras localidades de importancia son Maimará, Huacalera, Colonia San José, Juella, Hornillos, Perchel y Huichaira.
Tilcara se encuentra a la vera de la sierra de Tilcara, que se encuentra sobre el lateral este de la quebrada de Humahuaca.

## Toponimia

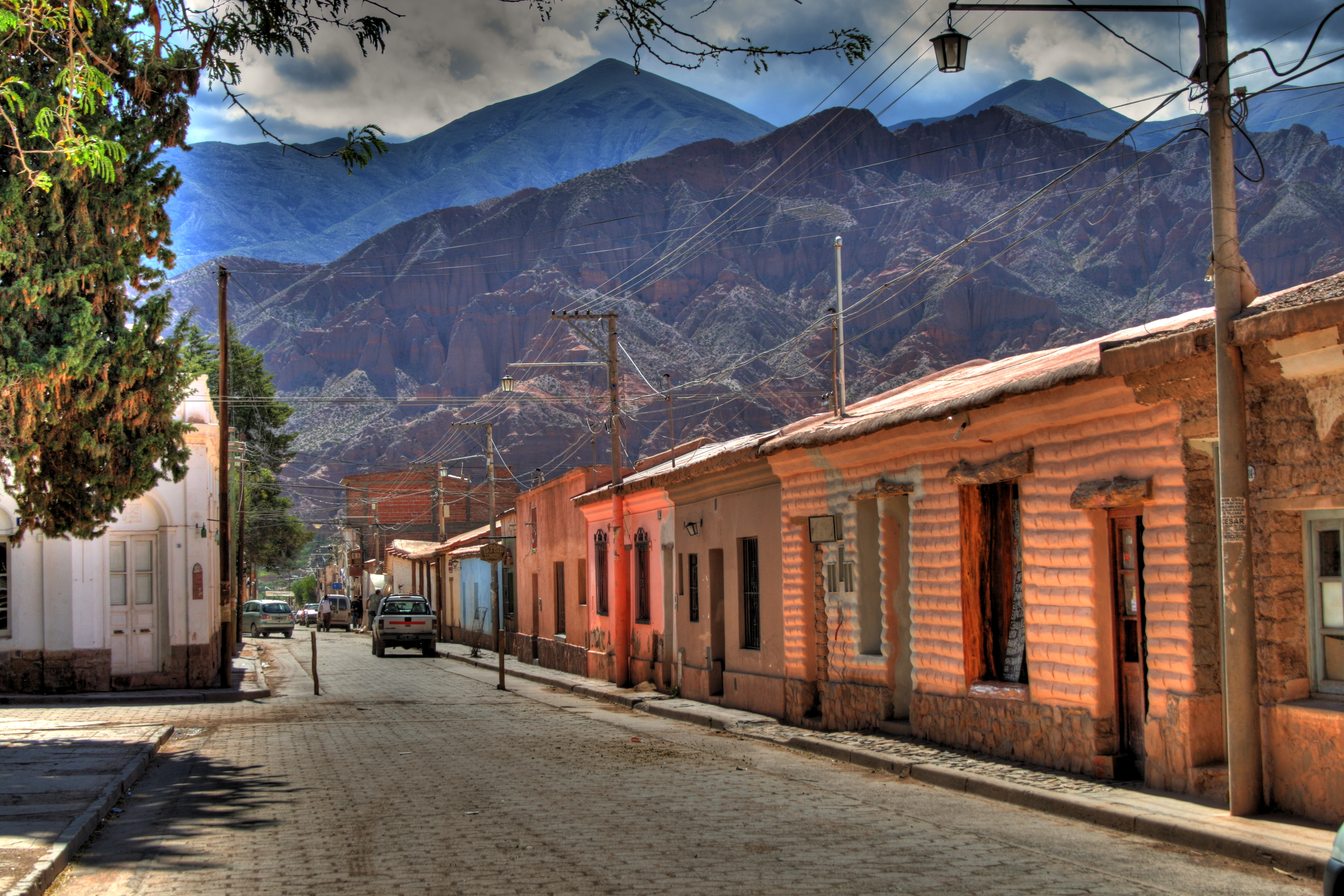
Calle Lavalle, Tilcara, Jujuy, Argentina

La población debe su nombre a la antigua etnia de los omaguaca, y su parcialidad zonal: los tilcara.
Su trazado urbano y varios de sus edificios datan de la época Virreinal. La ciudad es visitada actualmente por turistas y hay una floreciente industria hotelera, que ha generado cambios en la sociedad.
En la película Horizontes de piedra, rodada en Tilcara en 1956, se pueden ver diversos lugares y paisajes, además de ganado, vestimenta, etc.
Muchos habitantes originales han vendido terrenos que antiguamente les pertenecían y es importante la migración interna de gente de otras zonas del país. Existe una gran cantidad de artesanos, tanto naturales del lugar como provenientes de otras partes del país.

## Historia

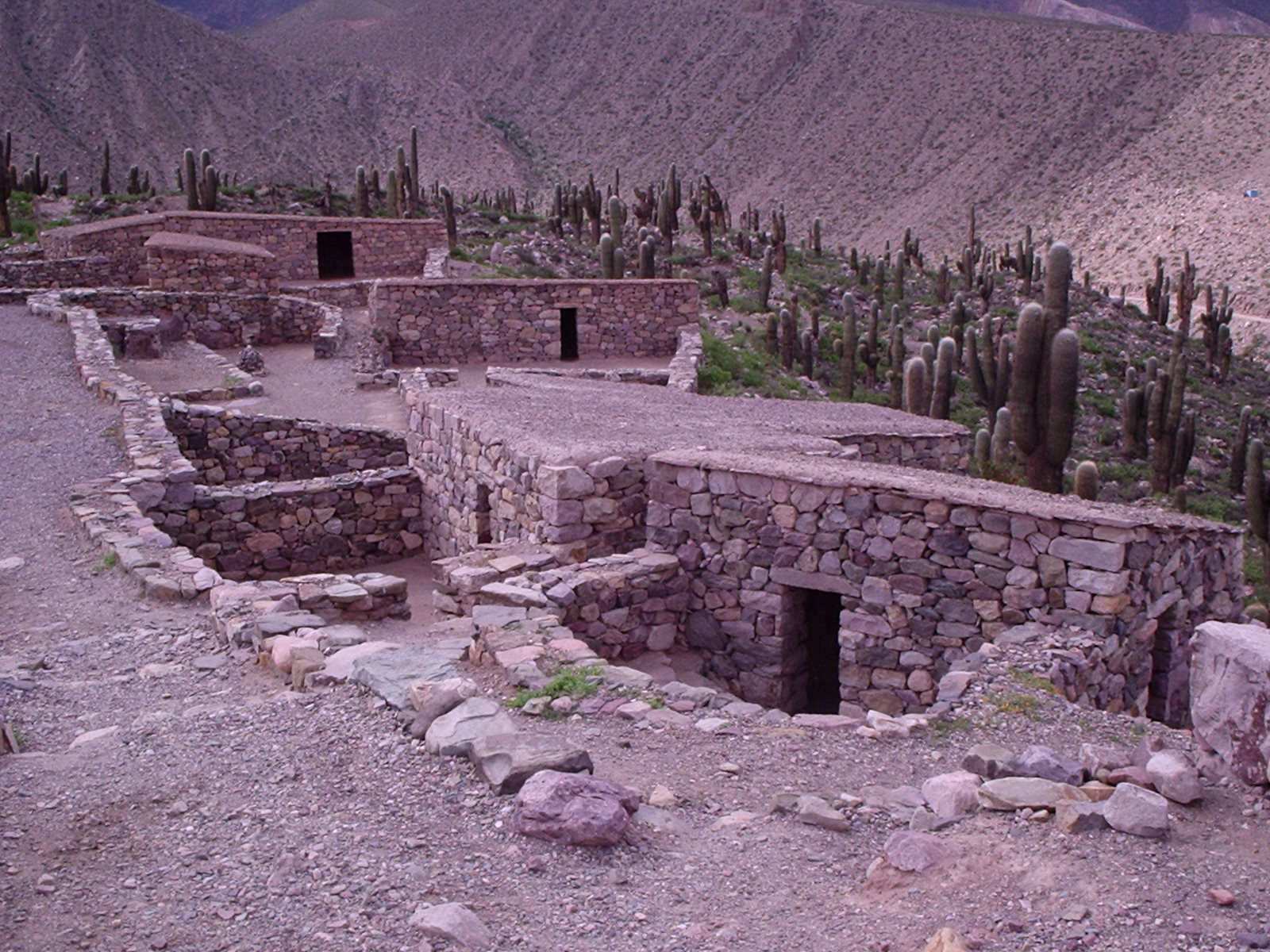
Pucará de Tilcara.

Tilcara, al igual que otras poblaciones del norte, no tiene una fecha de fundación. Toda la Quebrada de Humahuaca estuvo poblada de asentamientos indígenas, desde la época preincaica. Cuando el imperio Inca llegó a la región, la zona donde hoy crece y vive el pueblo de Tilcara, perteneció al Collasuyo, como se llamó a la provincia del sur del mundo incaico. Pero esa organización no duró mucho allí, ya que apenas unos 50 años después de su establecimiento, llegaron los españoles.
Los españoles, encabezados por el capitán Francisco de Argañaraz y Murguía, lograron vencer la resistencia de los aborígenes recién en 1598. Después de la conquista, estos pueblos fueron sometidos al régimen de encomienda, siendo obligados a residir en un lugar determinado y a trabajar por temporadas estas se extendían de 6 meses a un año o más, luego se hacía un recambio de aborígenes; la cantidad de personas explotadas para la encomienda era estipulada por los encomenderos españoles. El rango de edades para cumplir las encomiendas era de mayores de 16 hasta 50 años.

## Clima
- | Parámetros climáticos promedio de Tilcara (1934-1990) | Parámetros climáticos promedio de Tilcara (1934-1990) | Parámetros climáticos promedio de Tilcara (1934-1990) | Parámetros climáticos promedio de Tilcara (1934-1990) | Parámetros climáticos promedio de Tilcara (1934-1990) | Parámetros climáticos promedio de Tilcara (1934-1990) | Parámetros climáticos promedio de Tilcara (1934-1990) | Parámetros climáticos promedio de Tilcara (1934-1990) | Parámetros climáticos promedio de Tilcara (1934-1990) | Parámetros climáticos promedio de Tilcara (1934-1990) | Parámetros climáticos promedio de Tilcara (1934-1990) | Parámetros climáticos promedio de Tilcara (1934-1990) | Parámetros climáticos promedio de Tilcara (1934-1990) | Parámetros climáticos promedio de Tilcara (1934-1990) |
| Mes                                                   | Ene.                                                  | Feb.                                                  | Mar.                                                  | Abr.                                                  | May.                                                  | Jun.                                                  | Jul.                                                  | Ago.                                                  | Sep.                                                  | Oct.                                                  | Nov.                                                  | Dic.                                                  | Anual                                                 |
| ----------------------------------------------------- | ----------------------------------------------------- | ----------------------------------------------------- | ----------------------------------------------------- | ----------------------------------------------------- | ----------------------------------------------------- | ----------------------------------------------------- | ----------------------------------------------------- | ----------------------------------------------------- | ----------------------------------------------------- | ----------------------------------------------------- | ----------------------------------------------------- | ----------------------------------------------------- | ----------------------------------------------------- |
| Temp. media (°C)                                      | 17.1                                                  | 16.6                                                  | 15.6                                                  | 13.0                                                  | 9.9                                                   | 7.5                                                   | 7.1                                                   | 9.3                                                   | 11.7                                                  | 14.5                                                  | 16.1                                                  | 17.0                                                  | 13.0                                                  |
| Precipitación total (mm)                              | 42                                                    | 35                                                    | 18                                                    | 3                                                     | 0                                                     | 1                                                     | 0                                                     | 1                                                     | 1                                                     | 4                                                     | 9                                                     | 23                                                    | 137                                                   |
| Fuente: Instituto Nacional de Tecnología Agropecuaria |                                                       |                                                       |                                                       |                                                       |                                                       |                                                       |                                                       |                                                       |                                                       |                                                       |                                                       |                                                       |                                                       |

Características del clima[cita requerida]:
- Amplitud térmica: 9,5 °C
- Temperatura máxima promedio: 30 °C (enero)
- Temperatura mínima promedio: 4 °C (julio)
- Temperatura media anual: entre 18 y 20 °C
- Precipitaciones anuales promedio: 141 mm (entre noviembre y marzo)

## Turismo
- Pucara de Tilcara

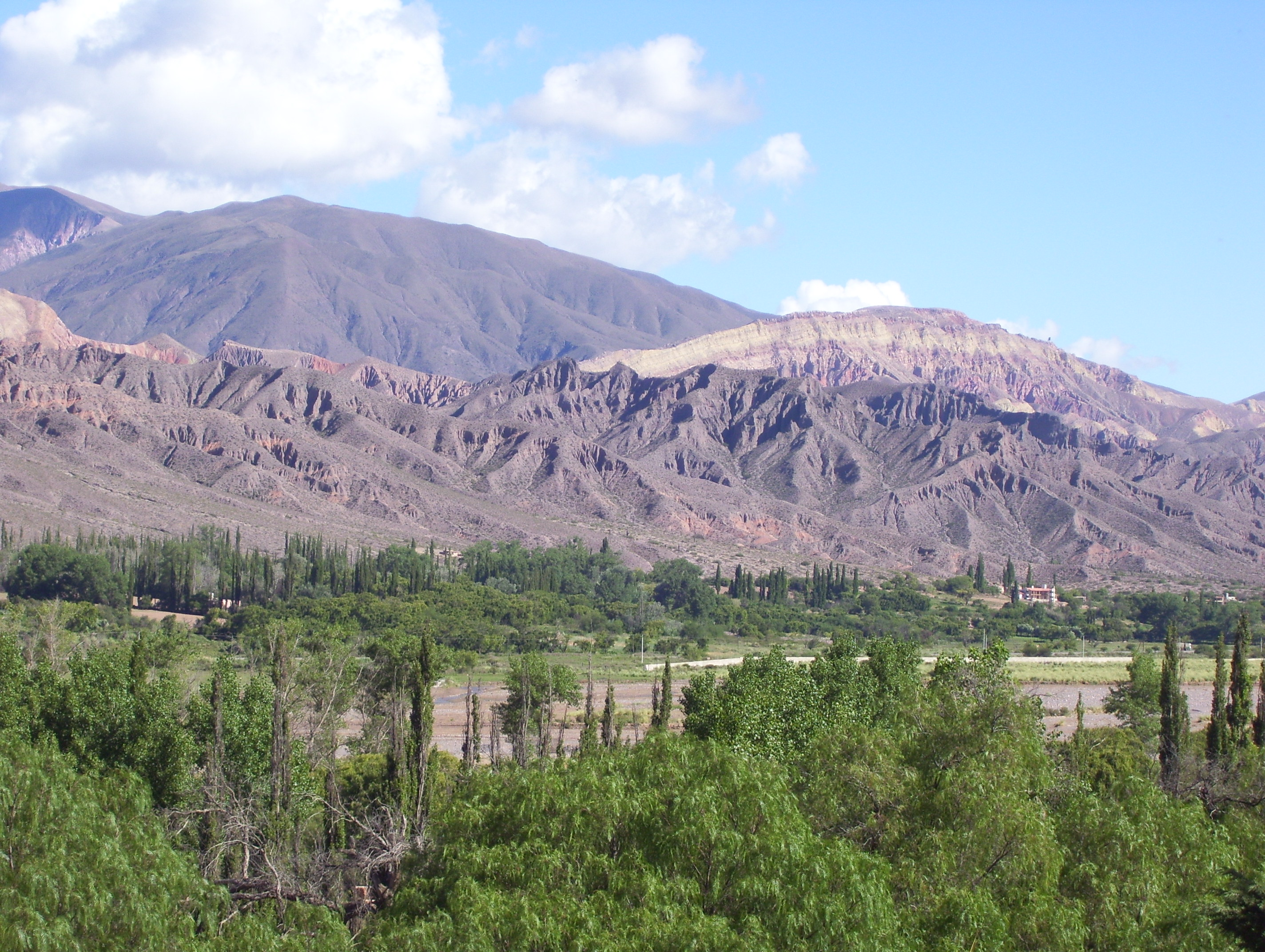
Vista de los cerros desde Tilcara.

- Jardín Botánico de Altura, con una gran variedad de hierbas medicinales y aromáticas
- Museo Regional de Pintura José A. Terry
- Museo Arqueológico Eduardo Casanova,[2]
- Museo de Esculturas Soto Avendaño
- Museo Fundación Medardo Pantoja: Basado en las obras que el pintor Medardo Pantoja, nacido en Tilcara, acumuló a lo largo de su vida. En la pintura de Pantoja, que goza de reconocimiento internacional, se refleja el paisaje, la gente y las costumbres de los pobladores rurales de la Puna jujeña. La Fundación que alberga al museo es también un centro cultural en el que se realizan exposiciones, cursos, charlas y proyección de audiovisuales.
- Museo de Pintura Irureta
- Centro Andino para la Educación y la Cultura[3]
- Paseo cercano a la ciudad muy común entre los turistas es la Garganta del Diablo, una imponente caída de agua del Río Huasamayo, uno de los afluentes del Río Grande de Jujuy.
- Cuevas del Waira.

Tilcara cuenta con una estación ferroviaria que forma parte del Ferrocarril General Belgrano, pero las vías y la estación fueron ocupadas por distintos actores de la comunidad, por ende no hay trenes de carga ni servicio de pasajeros, si bien hay en la actualidad proyectos para reactivar el ferrocarril en toda la provincia de Jujuy. La ocupación de las vías se produjo luego que el ferrocarril quedara prácticamente inoperable tras la crecida del Río Grande en el año 1985, que destruyó las vías y la traza de la Ruta Nacional 9 en la zona que se conoce como Corte Azul y Corte Colorado.

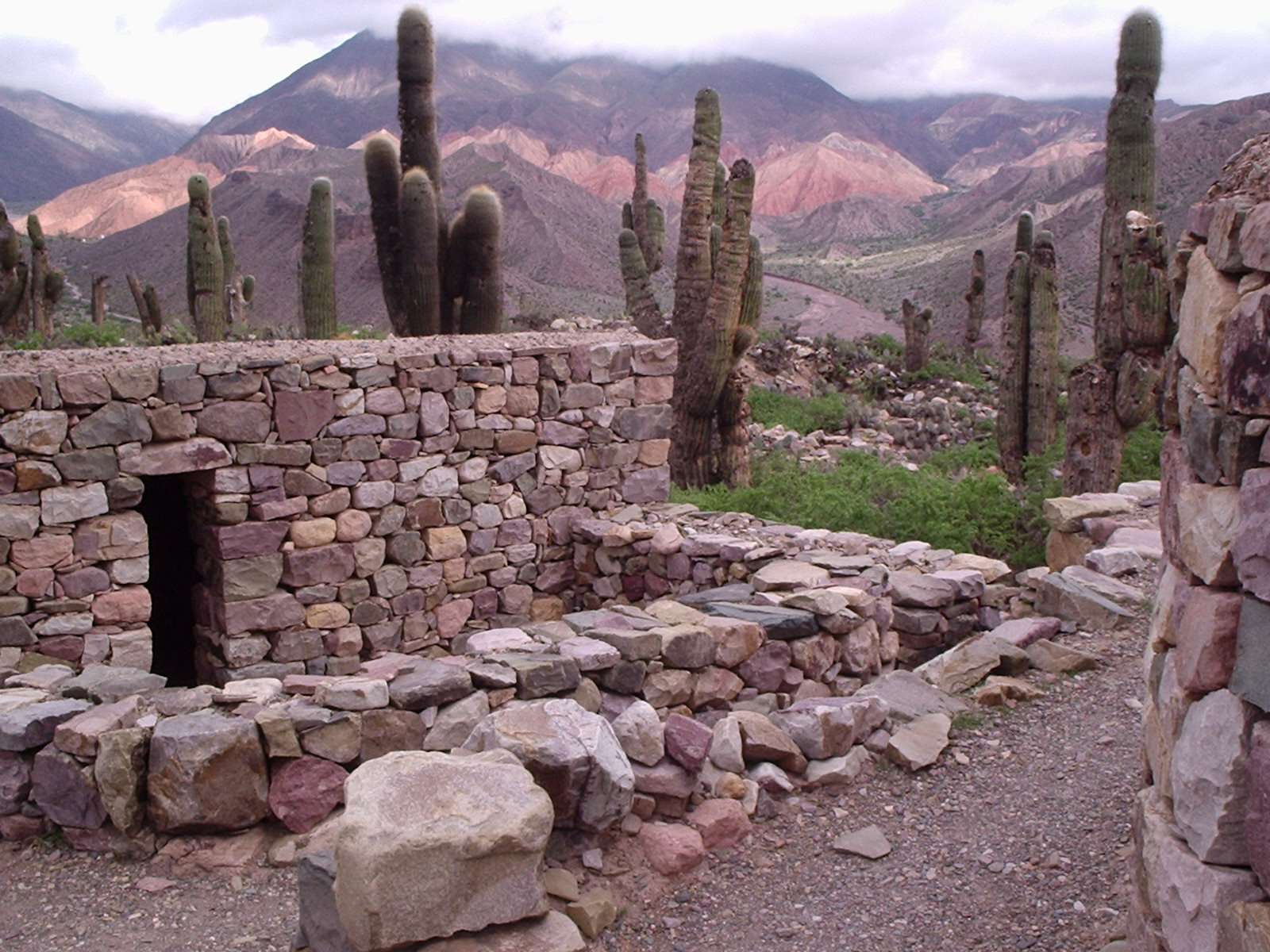
Pucará de Tilcara.

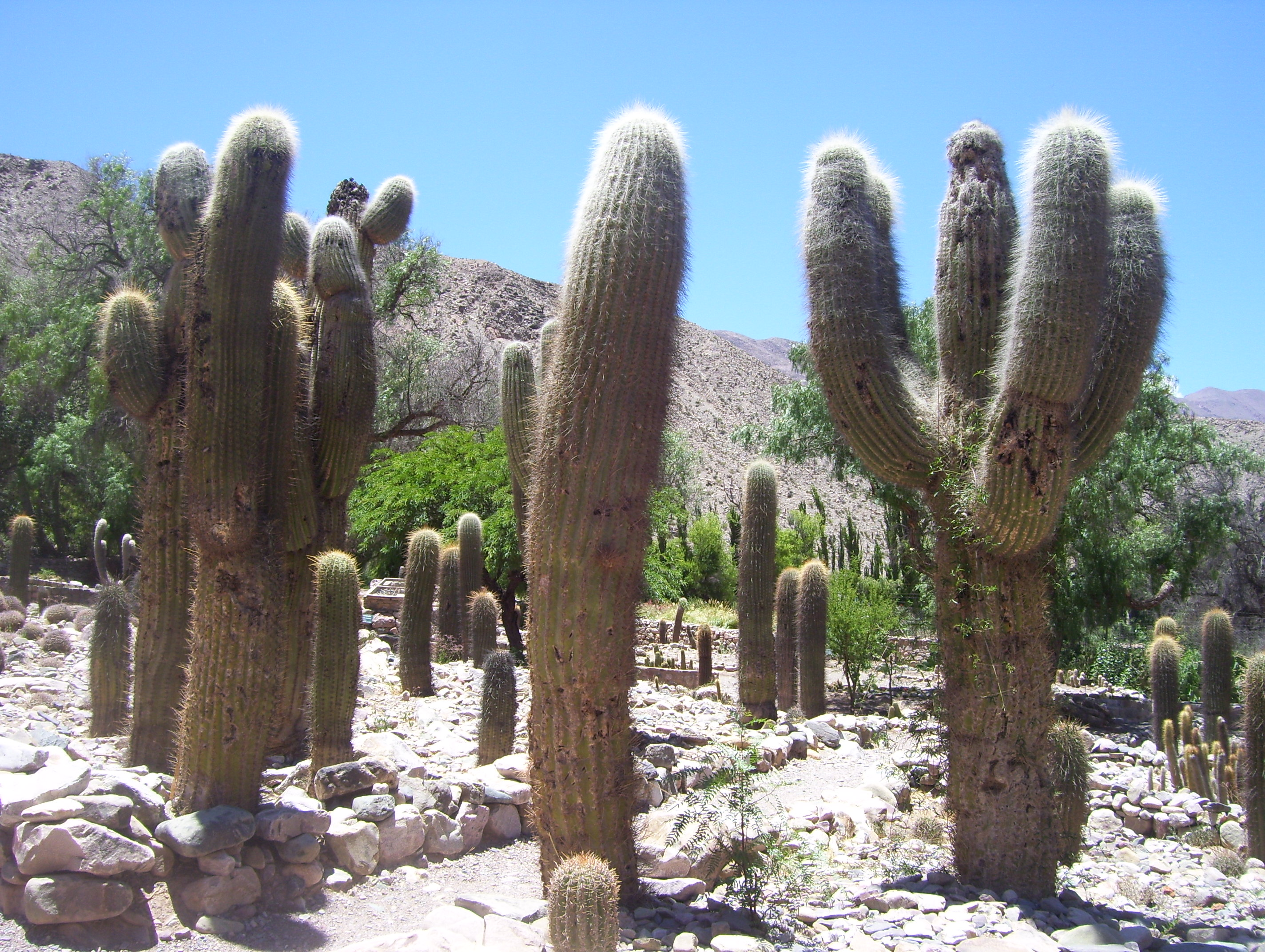
Jardín Botánico de Altura-Tilcara.

Otro atractivo turístico de Tilcara son sus celebraciones de Semana Santa y carnaval.
En la Semana Santa, se realiza la peregrinación hasta el santuario del Abra de Punta Corral. Esta peregrinación comienza el lunes siguiente al Domingo de Ramos. Al comenzar la noche, todas las bandas de sikuris, provenientes de la provincia y de todo el país (hay bandas de Tierra del Fuego), se reúnen en la Iglesia de Tilcara para recibir la bendición y expresar sus oraciones. Luego de la bendición, se dirigen hacia el santuario, por una senda que cruza el río Huasamayo y luego serpentea por la cara este del cerro La Paleta del Pintor (también conocido como Cerro Rosa). El viaje suele durar entre seis a ocho horas. La vuelta de los fieles es con la Virgen de Copacabana del Abra de Punta Corral, que se realiza el miércoles anterior al Jueves Santo. La peregrinación es masiva, tanto que en el año 2002 se registró el mayor número de músicos con un total de 3200 ejecutantes de siku, bombo y redoblante. En el pueblo se realizan las ermitas, grandes paneles en los cuales se rememoran imágenes o escenas del Evangelio diseñados con pétalos de flores y semillas de cultivos de la zona.
El carnaval de la Quebrada de Humahuaca, es muy colorido y divertido. Históricamente tuvo su centro en la ciudad de Humahuaca. Actualmente y gracias a la declaración de Patrimonio de la Humanidad, el carnaval ha recuperado su brillo en Tilcara, convirtiéndose en foco del festejo.
El enero tilcareño se celebra durante el mes de enero y consiste en exposiciones artísticas, cine, teatro, talleres culinarios, ferias gastronómicas andinas y de productos artesanales, y festivales nocturnos. En 2017 se celebró su aniversario número 60.

## Instituciones Educativas Estatales

### Nivel Primario
- Escuela Normal Dr. Eduardo Casanova.
- Escuela “Domingo Faustino Sarmiento” N.º 7.

### Nivel Secundario
- Bachillerato Provincial N.º 25 “German Churqui Choquevilca”.
- Escuela Normal Dr. Eduardo Casanova.
- Colegio Secundario De Artes N.º 49.

### Nivel Terciario
- Instituto De Educación Superior N.º 2 - Tilcara.

## Sismicidad
La sismicidad del área de Jujuy es frecuente y de intensidad baja, y un silencio sísmico de terremotos medios a graves cada 40 años.
- Sismo de 1863: aunque dicha actividad geológica catastrófica, ocurre desde épocas prehistóricas, el terremoto del 4 de enero de 1863 (162 años),[7] señaló un hito importante dentro de la historia de eventos sísmicos jujeños, con 6,4 Richter. Pero nada cambió extremando cuidados y/o restringiendo códigos de construcción.[6]
- Sismo de 1948: el 25 de agosto de 1948 (76 años) con 7,0 Richter, el cual destruyó edificaciones y abrió numerosas grietas en inmensas zonas[6][7]
- Sismo de 2009: el 6 de noviembre de 2009 (15 años) con 5,6 Richter

## Parroquias de la Iglesia católica en Tilcara

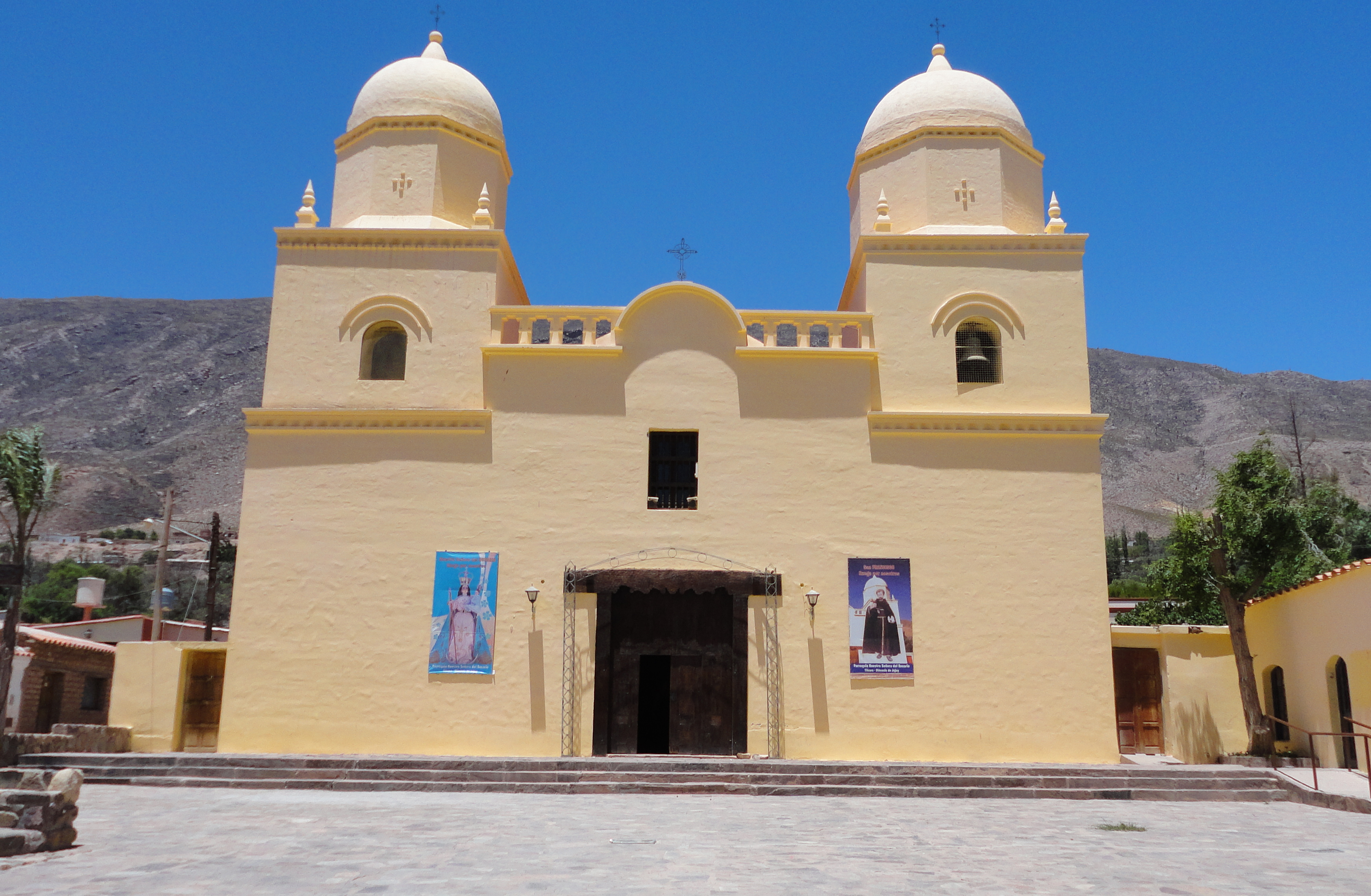
Iglesia Nuestra Señora de Rosario, Tilcara.

La Iglesia Nuestra Señora del Rosario existe desde fines del siglo XVII. Por su parte, el párroco Joseph Alexo de Alverro en 1797 dio la orden de construir otro templo, al mismo tiempo que también se estaban llevando a cabo obras que perseguían el mismo fin en Tumbaya.
La historia indica además, que hacia 1853 la Iglesia sólo contaba con las paredes y que para el año 1860, cuando Tilcara fue elegida la sede del curato, la Iglesia no se encontraba en buenas condiciones. Por ello, se iniciaron refacciones y fue terminada hacia el año 1865.
Sin embargo, estos no son los únicos momentos en que diversas manos estuvieron ocupadas en su levantamiento, sino que también hubo una seguidilla de refacciones en los años 1879 y 1894. Posteriormente, en 1941, cuando fue declarada Monumento Histórico Nacional, se hizo una nueva restauración, en la que se trazó el perfil que conserva en la actualidad.
Se trata de una construcción que está en perfecta armonía con el paisaje, ya que ha sido realizada con elementos de diseño propios del lugar, como paredes de adobe y techos de cardón y madera.
Es una Iglesia notable, en comparación con otras de la zona, ya que tiene un doble campanario. Además, también llama la atención su tamaño y la superficie de frente, que es plana y logra la unificación de las paredes de las naves y las torres.
El retablo mayor está conformado por dos cuerpos y tres calles, es muy sencillo pero llaman la atención sus dos medias columnas. Una de ellas con capitel cuadrangular y la otra con capitel globular.
Asimismo, es muy lindo el crucifijo, que también es modesto, realizado con pasta, pero que muchos no dudan en caracterizar como una obra de arte única, que logra transmitir gran expresión.
La Iglesia cuenta con un importante legado artístico, de un valor inconmensurable, en donde el protagonismo lo tienen 6 piezas de pinturas de la escuela cuzqueña. El motivo es casi uniforme: las imágenes representan escenas de la vida de la Virgen. Entre ellas, se puede admirar los Desposorios de la Virgen, La Visitación, La aflicción de María y las dudas de José, Adoración de los Magos, la Huida a Egipto y la dormición de la Virgen.
Sobre los laterales de la nave principal y sobre los confesionarios, se pueden apreciar dos obras de arte del pintor argentino José Armanini. Estos son óleos de grandes dimensiones que representan escenas de la vida cristiana en la quebrada, como ser Semana Santa y la Procesión de la Virgen de Punta Corral.
Asimismo, en el interior también residen los restos del Coronel Manuel Álvarez Prado, quién tuvo un papel fundamental en las Guerras de la Independencia, abogando por la libertad de la Quebrada de Humahuaca.
| Diócesis  | Jujuy                      |
| --------- | -------------------------- |
| Parroquia | Nuestra Señora del Rosario |